# North Powder
North Powder és una població dels Estats Units a l'estat d'Oregon. Segons el cens del 2000 tenia 489 habitants.

## Demografia
Segons el cens del 2000, North Powder tenia 489 habitants, 184 habitatges, i 130 famílies. La densitat de població era de 309,5 habitants per km².
Dels 184 habitatges en un 32,1% hi vivien nens de menys de 18 anys, en un 56,5% hi vivien parelles casades, en un 9,2% dones solteres, i en un 29,3% no eren unitats familiars. En el 25% dels habitatges hi vivien persones soles el 10,9% de les quals corresponia a persones de 65 anys o més que vivien soles. El nombre mitjà de persones vivint en cada habitatge era de 2,66 i el nombre mitjà de persones que vivien en cada família era de 3,11.
Per edats la població es repartia de la següent manera: un 30,3% tenia menys de 18 anys, un 5,1% entre 18 i 24, un 26% entre 25 i 44, un 22,3% de 45 a 60 i un 16,4% 65 anys o més.
L'edat mediana era de 39 anys. Per cada 100 dones de 18 o més anys hi havia 93,8 homes.
La renda mediana per habitatge era de 24.167$ i la renda mediana per família de 27.188$. Els homes tenien una renda mediana de 27.500$ mentre que les dones 19.063$. La renda per capita de la població era de 11.231$. Aproximadament el 22,1% de les famílies i el 25,9% de la població estaven per davall del llindar de pobresa.

## Poblacions més properes
El següent diagrama mostra les poblacions més properes.